# Comité Paralímpico de Puerto Rico
El Comité Paralímpico de Puerto Rico es el comité paralímpico nacional que representa a Puerto Rico. Esta organización es la responsable de las actividades deportivas paralímpicas en el país. Es miembro del Comité Paralímpico Internacional y del Comité Paralímpico de las Américas.